# Keshav Dutt
Keshav Chandra Dutt (Lahore, 29 dicembre 1925 – Santoshpur, 7 luglio 2021) è stato un hockeista su prato indiano.
Ha partecipato a due edizioni dei giochi olimpici conquistando altrettante medaglie d'oro con la nazionale di hockey su prato dell'India.

## Palmarès
Olimpiadi
- 2 medaglie:
  - 2 ori (Londra 1948, Helsinki 1952)